# BlueMotion

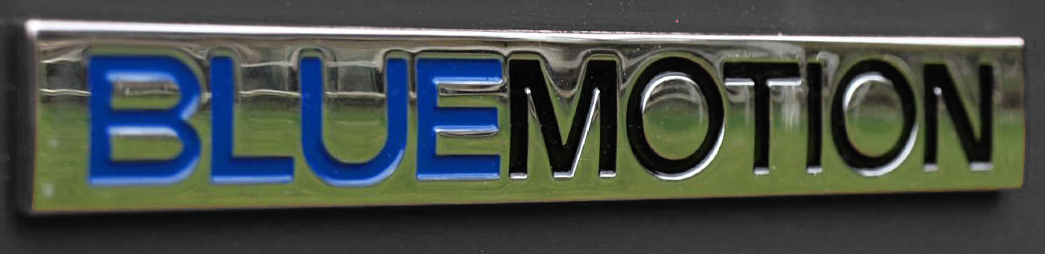
BlueMotion-Schriftzug

BlueMotion und BlueMotion Technology sind vom Automobilhersteller Volkswagen verwendete Bezeichnungen für Fahrzeugmodelle, die hinsichtlich ihres Kraftstoffverbrauchs und Schadstoffausstoßes optimiert wurden, um eine bessere Umweltverträglichkeit zu erreichen. Die VW-Schwester Škoda bezeichnet Niedrigenergiefahrzeuge als GreenLine-Versionen. Seat verwendet die Marke Ecomotive für Spritsparvarianten und Audi die Bezeichnung ultra.
Der Begriff BlueMotion ist dabei dem jeweils sparsamsten Modell einer Baureihe vorbehalten, das sich auch optisch von den anderen Ausstattungslinien unterscheidet. Im Gegensatz dazu steht das BlueMotion-Technology-Paket, das weitgehend identische Optimierungsmaßnahmen umfasst, aber mit mehreren Ausstattungsvarianten und Sonderausstattungen kombinierbar ist und auch für Fahrzeugmodelle angeboten wird, bei denen keine eigenständige BlueMotion-Variante erhältlich ist.
Anders als beim Ende 2005 eingestellten 3-Liter-Modell des Lupo werden die genannten Ziele nicht durch die Verwendung hochpreisiger Leichtbau-Materialien und den Einsatz aufwendiger Technik erreicht. Stattdessen setzt Volkswagen auf konventionelle – und damit kostengünstigere – Methoden wie die Verringerung des Luftwiderstands, die Anpassung der Getriebeübersetzung und die Optimierung der Motoren.
Eingeführt wurde der Begriff BlueMotion im Jahr 2006 mit dem Polo BlueMotion. Zunächst ausschließlich an Fahrzeuge mit Dieselmotor gebunden, wurde das Konzept mit dem BlueMotion-Technology-Paket für den Passat 1.4 TSI auch auf Fahrzeuge mit Ottomotor ausgeweitet. Seit dem Jahr 2009 werden die BlueMotion- und BlueMotion-Technology-Konzepte von Volkswagen zusammen mit anderen Technologien, die ähnliche Ziele verfolgen, unter der Dachmarke BlueMotionTechnologies zusammengefasst.

## Technik

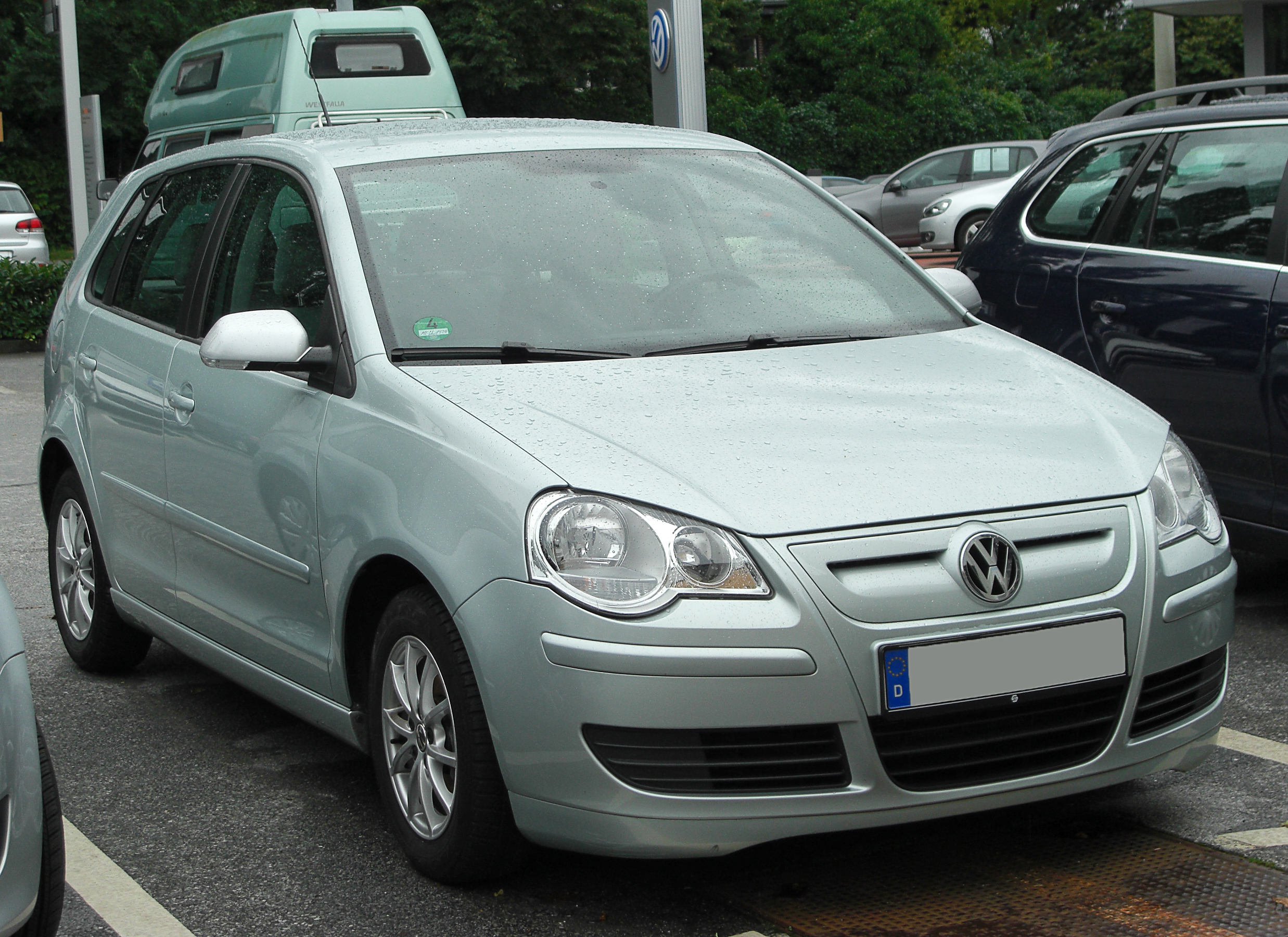
Polo IV BlueMotion mit Frontspoiler und nahezu geschlossenem Kühlergrill

Die BlueMotion- und BlueMotion-Technology-Modelle setzen auf weitgehend identische technische Optimierungsmaßnahmen. Allerdings kommen nicht alle Maßnahmen bei allen Modellen im gleichen Umfang zum Einsatz. Fast allen Fahrzeugen gemeinsam ist eine mehr oder weniger stark ausgeprägte Verkleidung der Karosserie, um dadurch den Luftwiderstand zu verringern. Der Rollwiderstand wird durch die Verwendung spezieller Leichtlaufreifen vermindert. Vor allem die BlueMotion-Modelle verfügen darüber hinaus über Spoiler an Front und Heck und meist auch eine Tieferlegung der Karosserie, um den Luftwiderstand des Fahrzeugs weiter zu senken.
Alle Fahrzeuge mit TDI-Dieselmotor haben serienmäßig einen Rußpartikelfilter. Die Steuersoftware der Motoren wurde modifiziert, um beispielsweise durch Veränderung der Einspritzzeiten und die Absenkung der Leerlaufdrehzahl den Kraftstoffverbrauch zu verringern. Die manuellen Schaltgetriebe sind in den oberen Gangstufen länger übersetzt, um eine Absenkung der Motordrehzahl und damit einen niedrigeren Verbrauch zu ermöglichen. Fast alle Fahrzeuge haben eine Multifunktionsanzeige im Cockpit, die dem Fahrer eine in der jeweiligen Fahrsituation ideale Gangstufe empfiehlt, um eine verbrauchsoptimierte Fahrweise zu unterstützen.
Zusätzlich zu diesen bereits in den ersten BlueMotion-Modellen eingesetzten Technologien verfügen alle neueren Fahrzeuge über ein Start-Stopp-System und eine Bremsenergierückgewinnung. Das für einige BlueMotion-Technology-Modelle verfügbare Doppelkupplungsgetriebe DSG besitzt eine Freilauffunktion, die beim Rollen des Fahrzeugs automatisch auskuppelt, um Verluste durch die Bremswirkung des Motors zu verhindern und so den Kraftstoffverbrauch zu senken.

## Kritik
Umweltorganisationen und Verbraucherschützer kritisieren die Werbung für die BlueMotion-Technologie als Teil einer Greenwashing-Kampagne, da die damit ausgestatteten Fahrzeuge nur in vergleichsweise geringen Stückzahlen verkauft würden und zu teuer seien.